# Willem de Vries Lentsch
Willem de Vries Lentsch (Nieuwendam, 10 september 1886 – Amsterdam, 6 maart 1980) was een Nederlandse zeiler en jachtbouwer. 
Hij zeilde in de Olympische Spelen van 1928 in Amsterdam en in de Olympische Spelen van 1936 in Berlijn. In 1928 werd hij vierde met de twaalfvoetsjol. In 1936 won hij met de BEM II de bronzen medaille in de Star-klasse.
Hij was de vader van Willem de Vries Lentsch jr. en een jongere broer van Gerard de Vries Lentsch, beiden bekende zeilers.